# Едді Сальседо
Едді Сальчедо (італ. Eddie Salcedo, нар. 1 жовтня 2001, Генуя) — італійський футболіст колумбійського походження, нападник клубу «Інтернаціонале», що на правах оренди вступає в Іспанії за «Ельденсе».
Виступав, зокрема, за клуби «Дженоа», «Інтернаціонале» та «Верона», а також молодіжну збірну Італії.

## Клубна кар'єра
Народився 1 жовтня 2001 року в Генуї. Його батько Антоніо Сальседо був професійним колумбійським баскетболістом. Едді натомість став займатись футболом і став виступати в академії місцевого клубу «Дженоа».
20 серпня 2017 року поєдинку проти «Сассуоло» (0:0) Сальседо у віці 15 років дебютував в Серії А, вийшовши на заміну на 81-ій хвилині замість Андрея Галабинова, ставши лише другим гравцем 2001 року народження після одноклубника П'єтро Пеллегрі, що виходив у матчі Серії А. До кінця сезону він зіграв за рідний клуб ще по одній грі у чемпіонаті і кубку країни.
16 липня 2018 року Сальседо був відданий в оренду до «Інтернаціонале» на сезон з можливістю викупу. Едді став виступати за юнацьку команду до 19 років у юнацькому чемпіонаті Італії та Юнацькій лізі УЄФА та кілька разів потрапляв до заявки першої команди, втім так за неї і не дебютував. Тим не менш 19 червня 2019 року міланський клуб за 8 млн євро викупив контракт молодого нападника.
Влітку 2019 року Сальседо був відданий в оренду до «Верони», яку очолював Іван Юрич, під керівництвом якого Сальседо дебютував у Серії А за «Дженоа». Тут тандем продовжив спільну роботу протягом наступних двох років і 3 листопада 2019 року Едді забив свій перший гол у Серії А, у домашньому матчі проти «Брешії» (2:1). Всього він зіграв за клуб 40 ігор в усіх турнірах і забив 4 голи.
31 серпня 2021 року Сальседо відправився в іншу оренду, цього разу до «Спеції», у складі якої протягом сезонувзяв участь у 12 іграх найвищого італійського дивізіону.
На сезон 2022/23 був знову відданий в оренду, цього разу до друголігового «Барі», а згодом на аналогічних умовах грав на тому ж рівні за «Дженоа».
У вересні 2023 року був орендований «Ельденсе», клубом іспанської Сегунди.

## Виступи за збірні
2018 року дебютував у складі юнацької збірної Італії (U-19), разом з якою наступного року взяв участь у юнацькому чемпіонаті Європи 2019 року у Вірменії, де зіграв у трьох матчах, але його команда не вийшла з групи. Загалом на юнацькому рівні взяв участь у 19 іграх, відзначившись 5 забитими голами.
3 вересня 2020 року дебютував у складі молодіжної збірної Італії в товариському матчі проти Словенії (2:1). Свою другу і останню гру у формі «молодіжки» провів рівно за рік, у вересні 2021 року.

## Статистика виступів

### Статистика клубних виступів
Станом на 25 серпня 2023
| Сезон              | Команда            | Чемпіонат          | Чемпіонат | Чемпіонат | Національний кубок | Національний кубок | Національний кубок | Континентальні кубки | Континентальні кубки | Континентальні кубки | Інші змагання | Інші змагання | Інші змагання | Усього | Усього | Усього |
| Сезон              | Команда            | Ліга               | Ігор      | Голів     | Ліга               | Ігор               | Голів              | Ліга                 | Ігор                 | Голів                | Ліга          | Ігор          | Голів         | Ігор   | Голів  |        |
| ------------------ | ------------------ | ------------------ | --------- | --------- | ------------------ | ------------------ | ------------------ | -------------------- | -------------------- | -------------------- | ------------- | ------------- | ------------- | ------ | ------ | ------ |
| 2017–18            | «Дженоа»           | A                  | 2         | 0         | КІ                 | 1                  | 0                  | -                    | -                    | -                    | -             | -             | -             | 3      | 0      |        |
| 2018–19            | «Інтернаціонале»   | A                  | 0         | 0         | КІ                 | 0                  | 0                  | -                    | -                    | -                    | -             | -             | -             | 0      | 0      |        |
| 2019–20            | «Верона»           | A                  | 17        | 1         | КІ                 | 0                  | 0                  | -                    | -                    | -                    | -             | -             | -             | 17     | 1      |        |
| 2020–21            | «Верона»           | A                  | 21        | 2         | КІ                 | 2                  | 1                  | -                    | -                    | -                    | -             | -             | -             | 23     | 3      |        |
| Усього за «Верону» | Усього за «Верону» | Усього за «Верону» | 38        | 3         |                    | 2                  | 1                  |                      | -                    | -                    |               | -             | -             | 40     | 4      |        |
| 2021–22            | «Спеція»           | A                  | 12        | 0         | КІ                 | 0                  | 0                  | -                    | -                    | -                    | -             | -             | -             | 12     | 0      |        |
| 2022–23            | «Барі»             | B                  | 15        | 2         | КІ                 | 1                  | 0                  | -                    | -                    | -                    | -             | -             | -             | 16     | 2      |        |
| січ.-черв. 2023    | «Дженоа»           | B                  | 8         | 2         | КІ                 | -                  | -                  | -                    | -                    | -                    | -             | -             | -             | 8      | 2      |        |
| Усього за «Дженоа» | Усього за «Дженоа» | Усього за «Дженоа» | 10        | 2         |                    | 1                  | 0                  |                      | -                    | -                    |               | -             | -             | 11     | 2      |        |
| 2023–24            | «Ельденсе»         | СД                 | 0         | 0         | КІ                 | 0                  | 0                  | -                    | -                    | -                    | -             | -             | -             | 0      | 0      |        |
| Усього за кар'єру  | Усього за кар'єру  | Усього за кар'єру  | 75        | 7         |                    | 4                  | 1                  |                      | -                    | -                    |               | -             | -             | 79     | 8      |        |